# Histonium
Histonium était une ancienne ville du peuple italique des Frentans, aujourd'hui un site archéologique, correspondant à l'actuel Vasto, province de Chieti dans les Abruzzes.

## Historique
Histonium, selon la tradition mythique, a été fondée par Diomède, le dirigeant grec, exilé après la guerre de Troie. Les colons grecs ont été incités à s'y installer en raison de l'industrie et du commerce de la laine. D'un point de vue historique et archéologique, Vasto faisait partie du secteur ethnique et territorial du peuple des Frentans, une population italique qui occupait une grande partie de l'actuelle côte sud des Abruzzes.
À la suite de la conquête romaine (305 av. J.-C.), le centre frentan fut doté de divers bâtiments publics, dont certains sont encore visibles aujourd'hui. En 91 av. J.-C., les habitants d'Histonium, avec tous les peuples italiques, participèrent à la confédération des peuples italiques pour obtenir le titre de municipium. Quintus Fabius Maximus Verrucosus fit restaurer le capitole, leur lieu de culte. La ville fut dévastée par Sylla lors de la lutte contre Maxime l'usurpateur. La ville fut reconstruite et, en 117 , elle fut incluse dans la région du Samnium. Par la suite, la ville perdit progressivement de son importance et se dégrada. Les différents édifices romains furent pillés lors des invasions barbares, subissant également les combats qui se poursuivirent jusqu'à l'époque féodale.

## Zone archéologique
Des travaux de Romanelli nous apprenons que des études sur le site furent réalisées par Lucio Canacci au XVIe siècle, découvrant un théâtre, deux temples et des restes de murs, des colonnes, de grandes tuiles (tombes), des ruines d'un aqueduc. Ils étaient situés exactement à proximité de l'ancienne Via Traiano-Frentana qui menait d' Anxanum (Lanciano) à Histonium, en se courbant vers le site de Termoli, jusqu'à Brindisi.

## Galerie

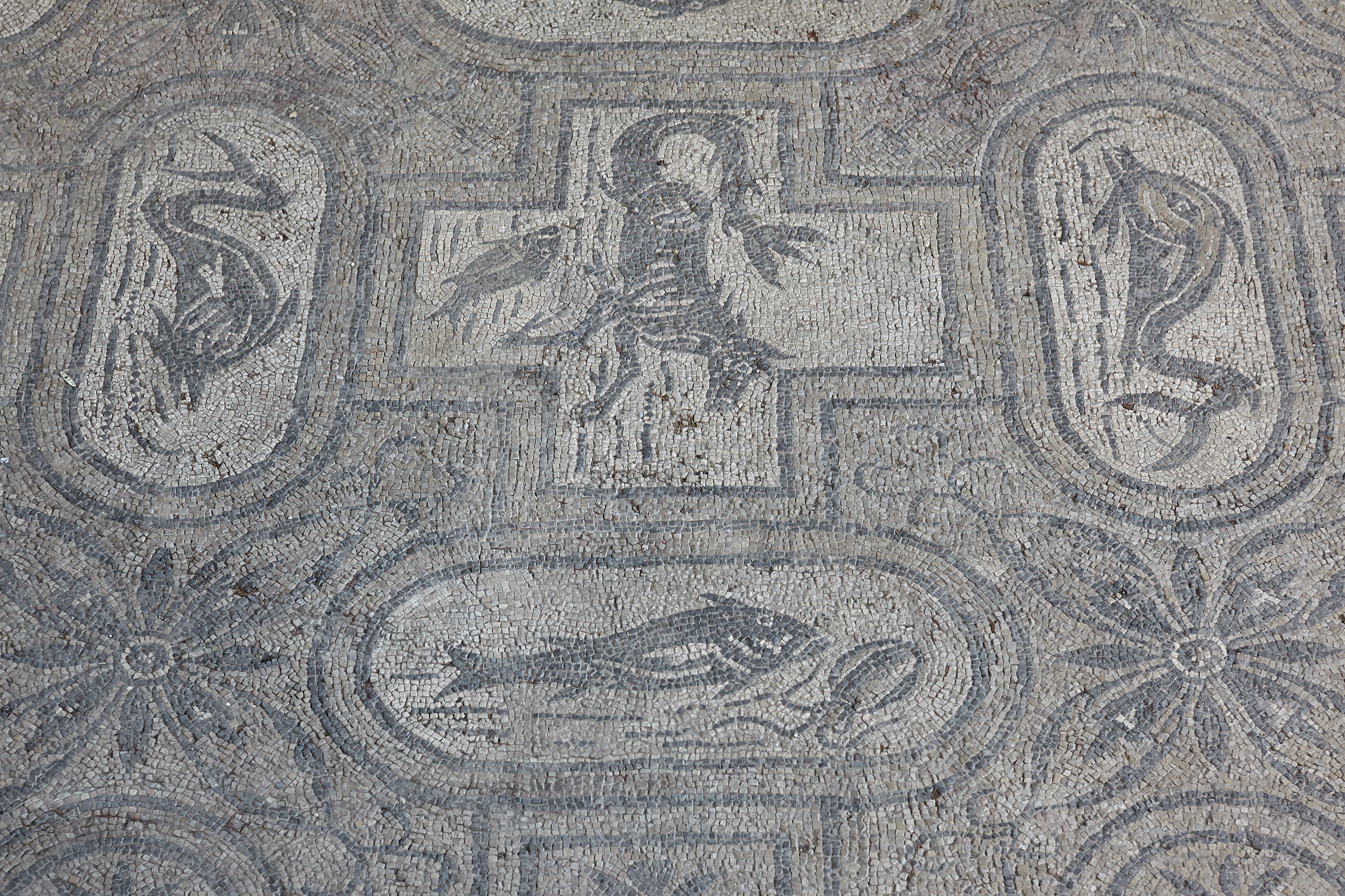
Mosaïques du therme romain
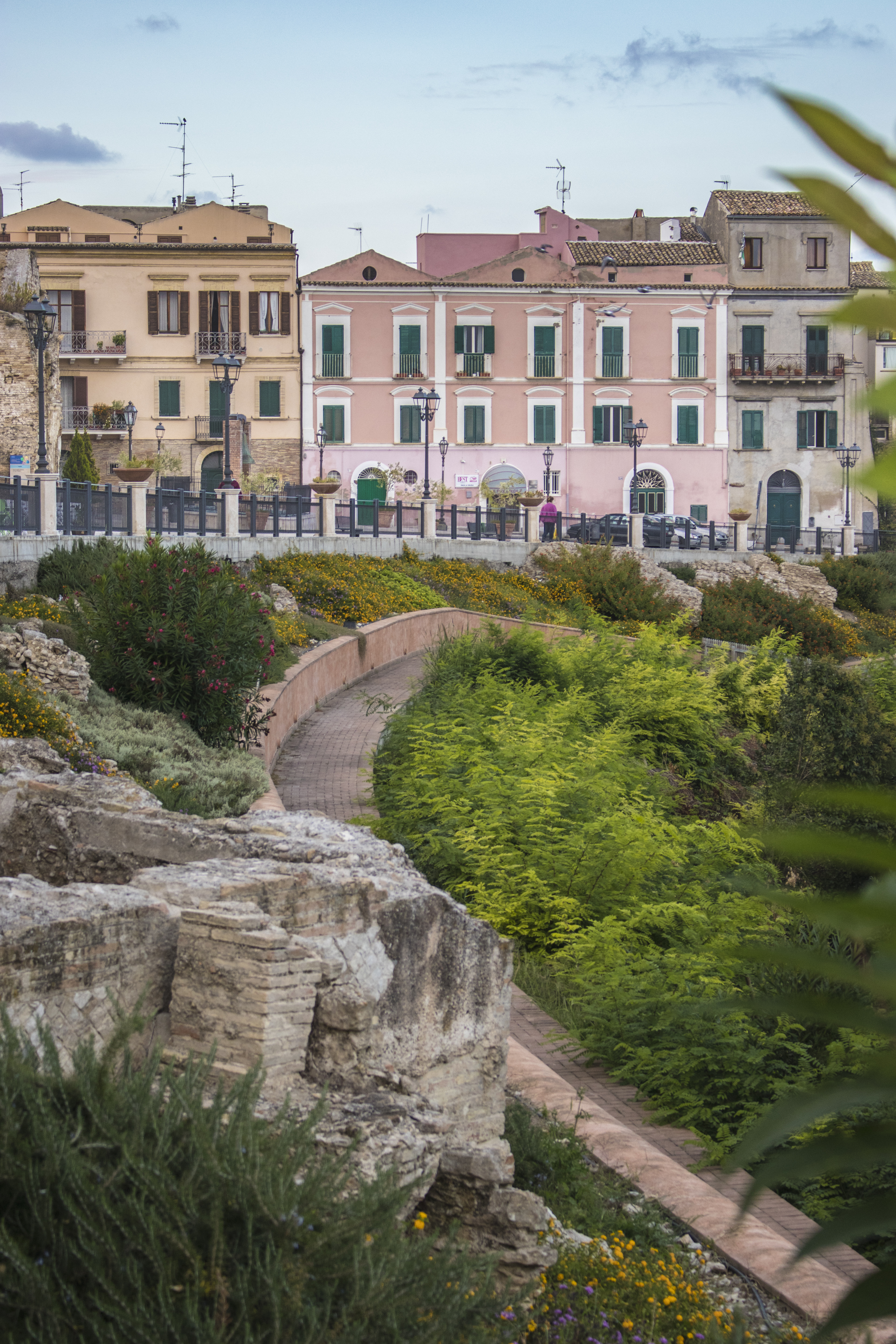
Une des zones archéologiques
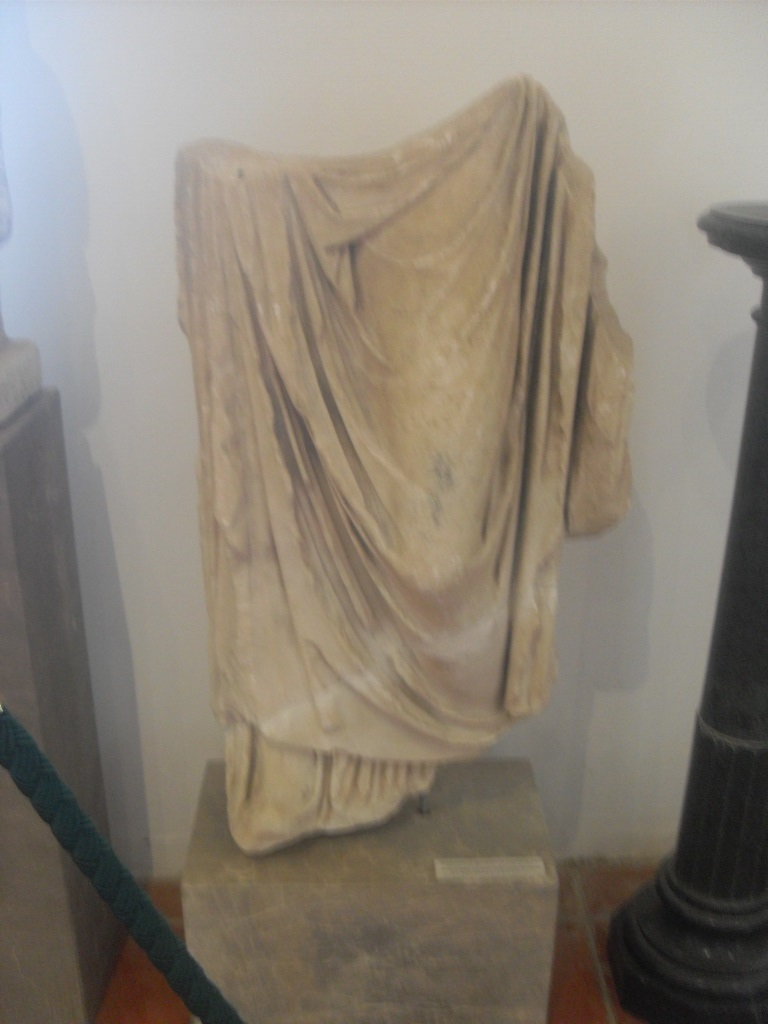
Fragment d'une statue féminine drapée peut-être identifiable à Cérès